# Vicia mollis
Vicia mollis är en ärtväxtart som beskrevs av Pierre Edmond Boissier. Vicia mollis ingår i släktet vickrar, och familjen ärtväxter. Inga underarter finns listade i Catalogue of Life.